# Station Herblay
Station Herblay is het spoorwegstation van de Franse gemeente Herblay-sur-Seine. Het ligt aan de spoorlijn Paris-Saint-Lazare - Mantes-Station via Conflans-Sainte-Honorine, op kilometerpunt 19,714 van die lijn. Het station werd op 1 juni 1892 geopend.
Het station wordt aangedaan door verschillende treinen van de Transilien lijn J:
- Tussen Paris Saint-Lazare en Pontoise, waarvan sommige treinen doorrijden naar Gisors of Boissy-l'Aillerie.
- Tussen Paris Saint-Lazare en Mantes-la-Jolie over de noorderoever van de Seine

## Vorig en volgend station
| Richting           | Vorig station        | Lijn    | Volgend station          | Richting                                          |
| ------------------ | -------------------- | ------- | ------------------------ | ------------------------------------------------- |
| Paris-Saint-Lazare | La Frette - Montigny | Trans J | Conflans-Sainte-Honorine | Mantes-la-Jolie Pontoise Boissy-l'Aillerie Gisors |